# シンプル (たばこ)
シンプル（シムプル、朝鮮語: 심플、英語: Simple）は、KT&Gが販売しているたばこの銘柄の一つ。
2010年11月26日よりヴィジョンがシンプルシリーズに統合された。

## 製品
| 名前                  | 規格                  | 数量   | 発売日         | 販売 |
| --------------------- | --------------------- | ------ | -------------- | ---- |
| シンプル・クラシック  | スリム(100mm)         | 20本入 | 1996年1月15日  | 韓国 |
| シンプル・エース・5mg | スリム(100mm)         | 20本入 | 2008年8月20日  | 同上 |
| シンプル・エース・1mg | スリム(100mm)         | 20本入 | 2009年8月19日  | 同上 |
| シンプル・ヴィジョン  | スーパースリム(100mm) | 20本入 | 2004年11月22日 | 同上 |